# Moritz, Landgraf de Hesse
Moritz, Prinț și Landgraf de Hesse (Moritz Friedrich Karl Emanuel Humbert 6 august 1926 – 23 mai 2013) a fost fiul lui Philipp, Landgraf de Hesse, șeful Casei de Hesse.